# Exquisit
 (mars 2025).
Si vous disposez d'ouvrages ou d'articles de référence ou si vous connaissez des sites web de qualité traitant du thème abordé ici, merci de compléter l'article en donnant les références utiles à sa vérifiabilité et en les liant à la section « Notes et références ».

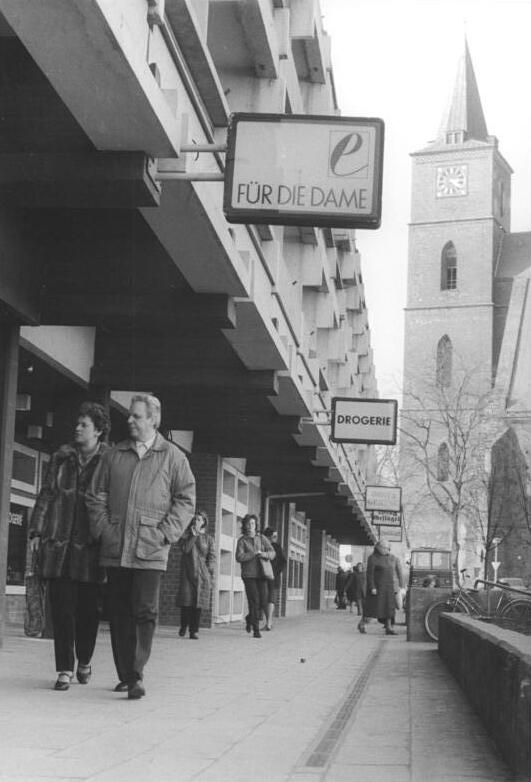
Enseigne d'un magasin Exquisit à Bernau.

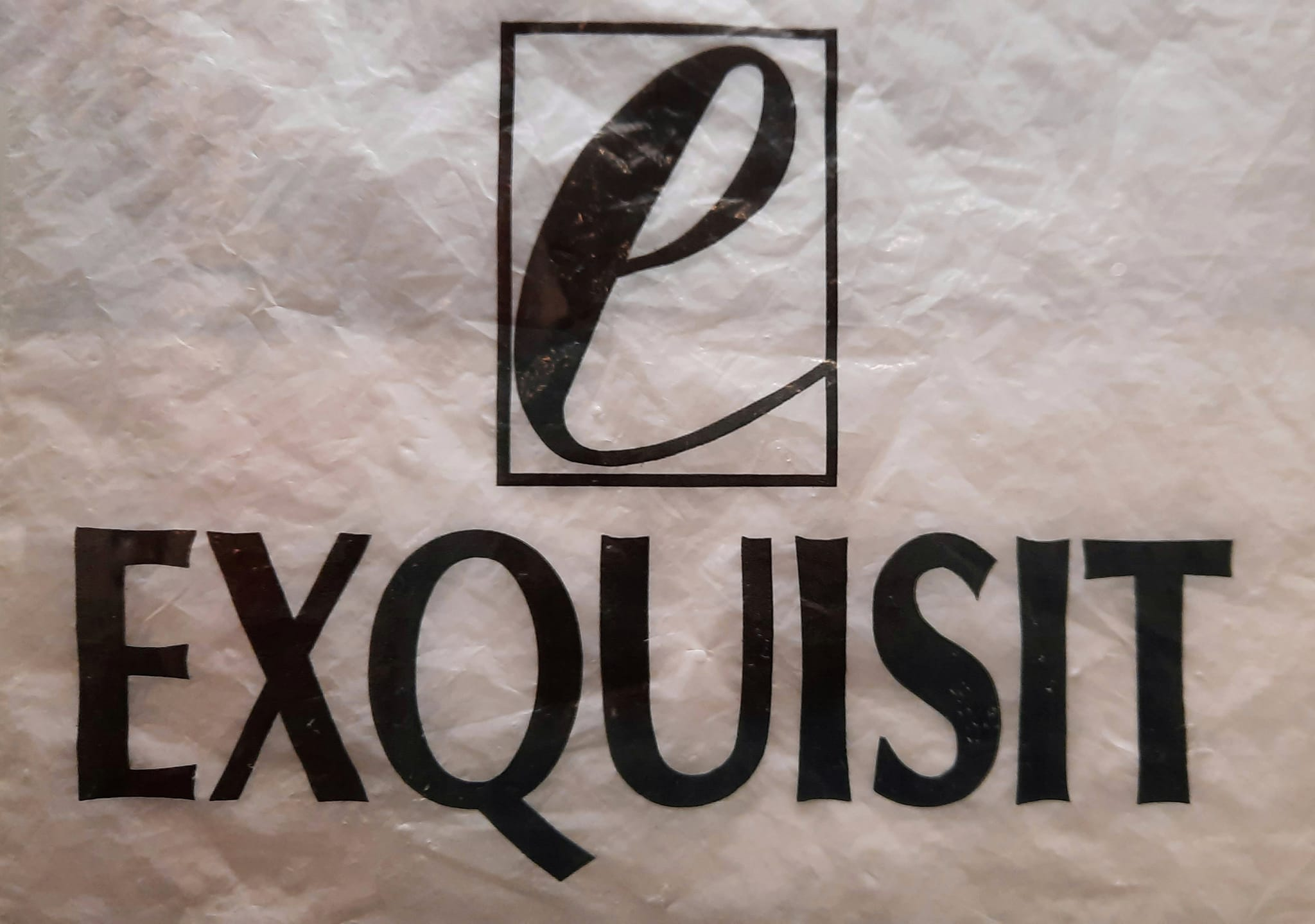
Logo et impression de sac en plastique Exquisit.

Les magasins Exquisit étaient des magasins de vêtements et de cosmétiques en RDA avec des gammes de prix élevés que dans les magasins HO et Konsum, plus communs. Les magasins Exquisit se développent parallèlement aux Delikatladen proposant des aliments et des boissons de haute qualité.

## Histoire
Les magasins Exquisit ont été créées en 1962 par décision du Conseil des ministres et ont été complétées par les Delikatladen en 1966. Les deux chaînes de vente au détail étaient placées sous contrôle de la Handelsorganisation. Les citoyens de la RDA devraient avoir la possibilité d'acheter des articles de luxe ou des produits sous licence occidentale même sans argent occidental. L’objectif était également de drainer les ressources financières de la population, qui ne cessaient de croître en raison de la pénurie. Avec la politique de nivellement économique et sociale prônée par le secrétaire général du  SED, Erich Honecker, les magasins furent également considérablement étendus à tous les chefs-lieux de district et de canton de la RDA à partir de 1972. En 1989, il y avait 530 succursales.
En 1970, une société de production et de commerce a été fondée sous le nom de VHB Exquisit. En plus des boutiques raffinées, un département de design distinct a été créé à Berlin.

## VHB Exquisit
À partir de 1968, Artur Winter a développé un nouveau projet de conception et de vente de vêtements de haute qualité, entre autres avec Martin Schneider et Curt-Heinz Merkel, ancien ministre du commerce et de l'approvisionnement et directeur de la direction du district HO à Berlin. Les magasins Exquisit, fondés depuis 1962, servaient de tests et d'indicateurs pour les ventes. Ils étaient subordonnés à l'organisation commerciale de la RDA et fournissaient déjà des informations importantes sur la gamme de produits, la taille et la structure des prix.
À partir de 1969, Artur Winter dirige la société commerciale nouvellement fondée VHB Exquisit en tant que directeur créatif et directeur adjoint, avec Martin Schneider comme directeur général.

## Couturiers
- Ulla Stefke (designer en chef)
- Dorothée Melis (1970-1990)
- Eva Mücke (1970–1981, designer en chef chez VHB Exquisit)
- Hanna Musiolek
- Hannelore Gabriel
- Thomas Greis
- Ute Lindner

## Segments de prix
Pour les citoyens de la RDA disposant d'un revenu moyen, les objets raffinés étaient souvent financièrement inaccessibles. Les prix n’étaient pas déterminés uniquement par les coûts de production : une commission composée de vendeurs et de directeurs avait également un pouvoir décisionnel à leur égard. Quand les usines de vêtements appartenant à l’État produisaient principalement des vêtements difficiles à vendre car généralement considérés comme démodés à cause de leur usage de motifs peu attrayants et de coupes simples, de plus, des matériaux de moins bonne qualité étaient utilisés.

## Qualité et design de mode en RDA
Cependant, lorsqu'il s'agissait de produits raffinés, il y avait un réel travail de conception sur la qualité des produits.Il y avait près de 30 stylistes qui travaillaient pour Exquisit et concevaient une collection pour chaque saison. Celles-ci étaient présentées annuellement à la Foire de Leipzig. De nombreux modèles n'ont été produits qu'en très petite série : en moyenne, seulement 300 unités de chaque modèle ont été conçues. Les matériaux utilisés proviennent majoritairement de pays occidentaux comme l'Autriche, l'Italie, la France, le Japon ou la Suisse.
Le principal établissement de formation pour les créateurs de mode en RDA était le département de design de mode de l'Académie des Beaux-Arts de Berlin-Weißensee. Le directeur créatif de VHB Exquisit, Artur Winter, y occupait un poste de professeur depuis 1982. En outre, une collaboration a été établie avec l'Institut de la mode de la RDA et le magazine de mode Sibylle, qui publiait régulièrement des photos des collections Exquisit.

## Liquidation
En mai 1990, VHB Exquisit a été transformée en société par actions sous le nom d'Alpha_Handels-AG (AHAG).
Après la réunification, il est devenu évident que les entreprises Exquisit étaient trop faibles économiquement pour survivre sur le marché de la mode occidental. Les magasins, qui étaient principalement situés dans des endroits très bien situés au centre-ville des chefs-lieux d'arrondissement, furent rapidement repris par des chaînes de distribution ouest-allemandes, notamment par Breuninger. La liquidation a été achevée en 1992.